# Anopheles domicola
Anopheles domicola är en tvåvingeart som beskrevs av Edwards 1916. Anopheles domicola ingår i släktet Anopheles och familjen stickmyggor. Inga underarter finns listade i Catalogue of Life.